# Agujero de tono

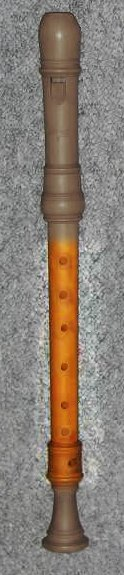
Fotografía de una flauta dulce, instrumento de viento madera formado por un tubo cilíndrico con ocho orificios, siete de los cuales están situados en la parte delantera y uno en la trasera.

Un agujero de tono es una abertura en el cuerpo de un instrumento de viento que, cuando se cubre, altera el tono del sonido producido.
Las frecuencias resonantes de la columna de aire en un tubo son inversamente proporcional a la longitud efectiva de dicho tubo. Para un tubo que no tiene agujeros de tono, la longitud efectiva es su longitud física más correcciones para efectos de acabado. Un tubo más corto, en otras palabras, produce notas más agudas. Un agujero abierto al lado del tubo acorta la distancia efectiva de dicho tubo y por lo tanto incremente la altura de las notas que produce. Generalmente un agujero grande en una determinada posición reduce la longitud efectiva a algo un poco más largo que un tubo cortado en dicha posición, mientras que un agujero más pequeño produce un mayor longitud efectiva. Al cubrir el agujero con el dedo o con una tecla accionada por una llave, se aumenta la longitud efectiva y se baja el tono al mismo tiempo. Sin embargo, un tubo con un agujero cerrado no es acústicamente idéntica a un tubo sin dicho agujero; el agujero cerrado modifica la forma del tubo y su longitud efectiva.
Cuando hay varios agujeros de tono, el primero (el más agudo) cuando está abierto es el que tiene mayor influencia en la longitud efectiva del tubo. Sin embargo, cerrar agujeros por debajo del agujero abierto puede reducir el tono de manera significante; dichas digitaciones cruzadas puede ser a menudo útiles. Generalmente el tono y el timbre de las notas producidas dependerán de las posiciones, tamaños y formas de todos los agujeros de tono, tanto abiertos como cerrados. Modelos teóricos permiten que estos efectos sean calculados con bastante precisión, pero el diseño de los agujeros de tono sigue siendo cuestión de ir probando hasta alcanzar el correcto.
La mayoría de los instrumentos de viento dependen de los agujeros de tono para producir notas diferentes; dos excepciones son la slide whistle y la willow flute. La mayoría de instrumentos de metal usan válvulas o pistones en lugar de agujeros de tonos, con dos excepciones que poseen llaves, el bugle y el oficleido.